# Flaminio Bertoni

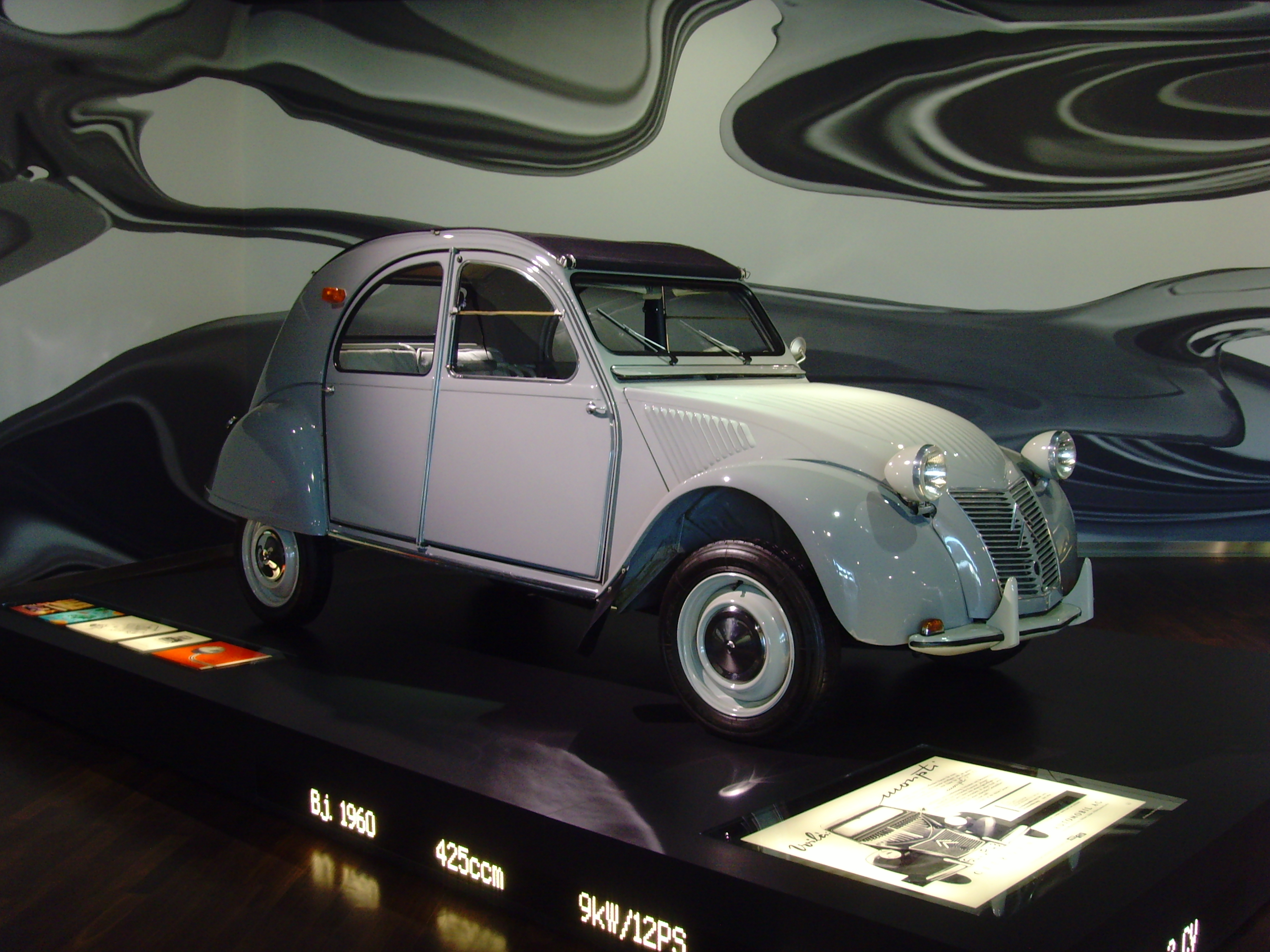
Bertoni-Entwurf: Citroën 2CV

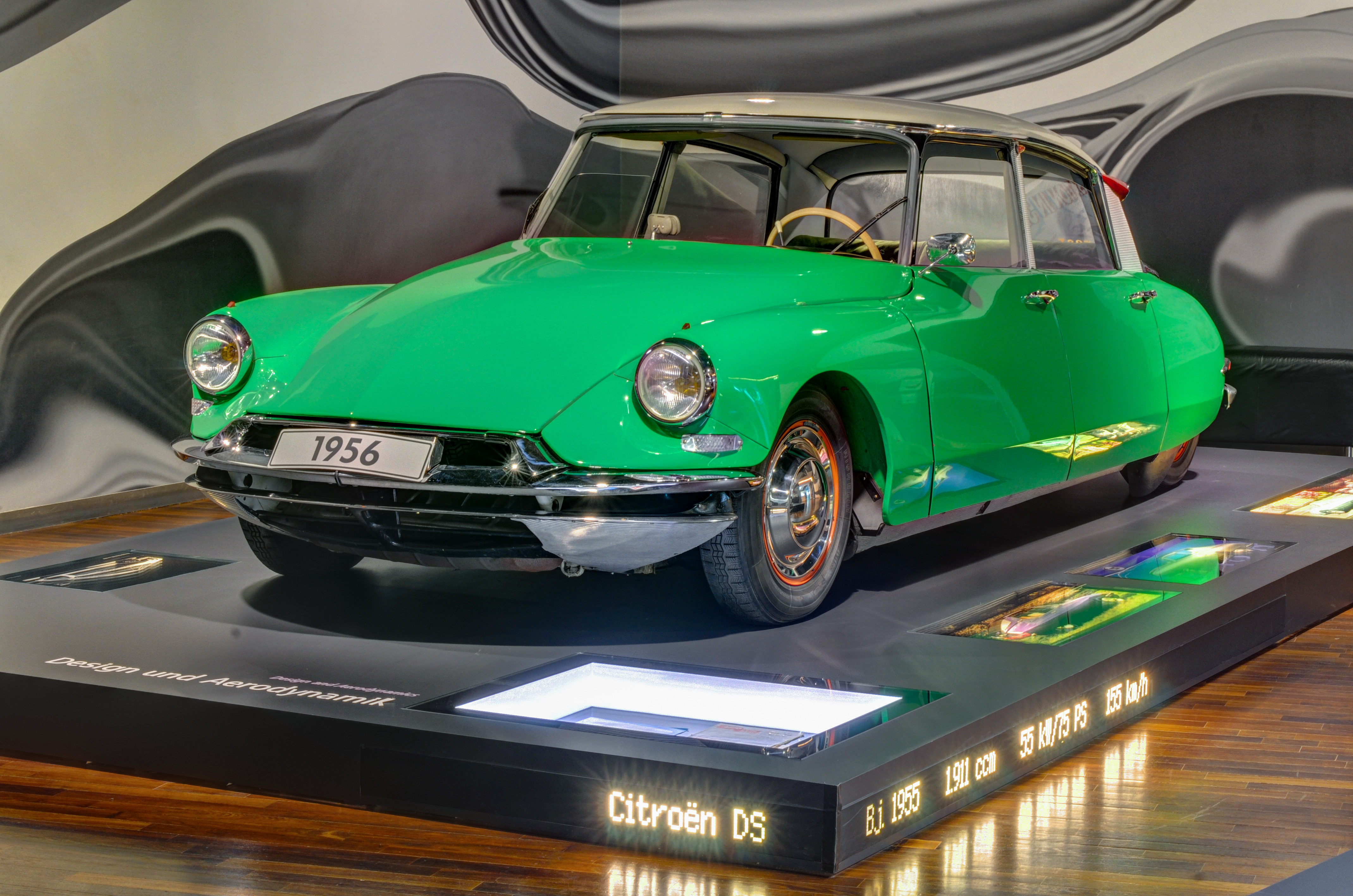
Meisterwerk: Citroën DS

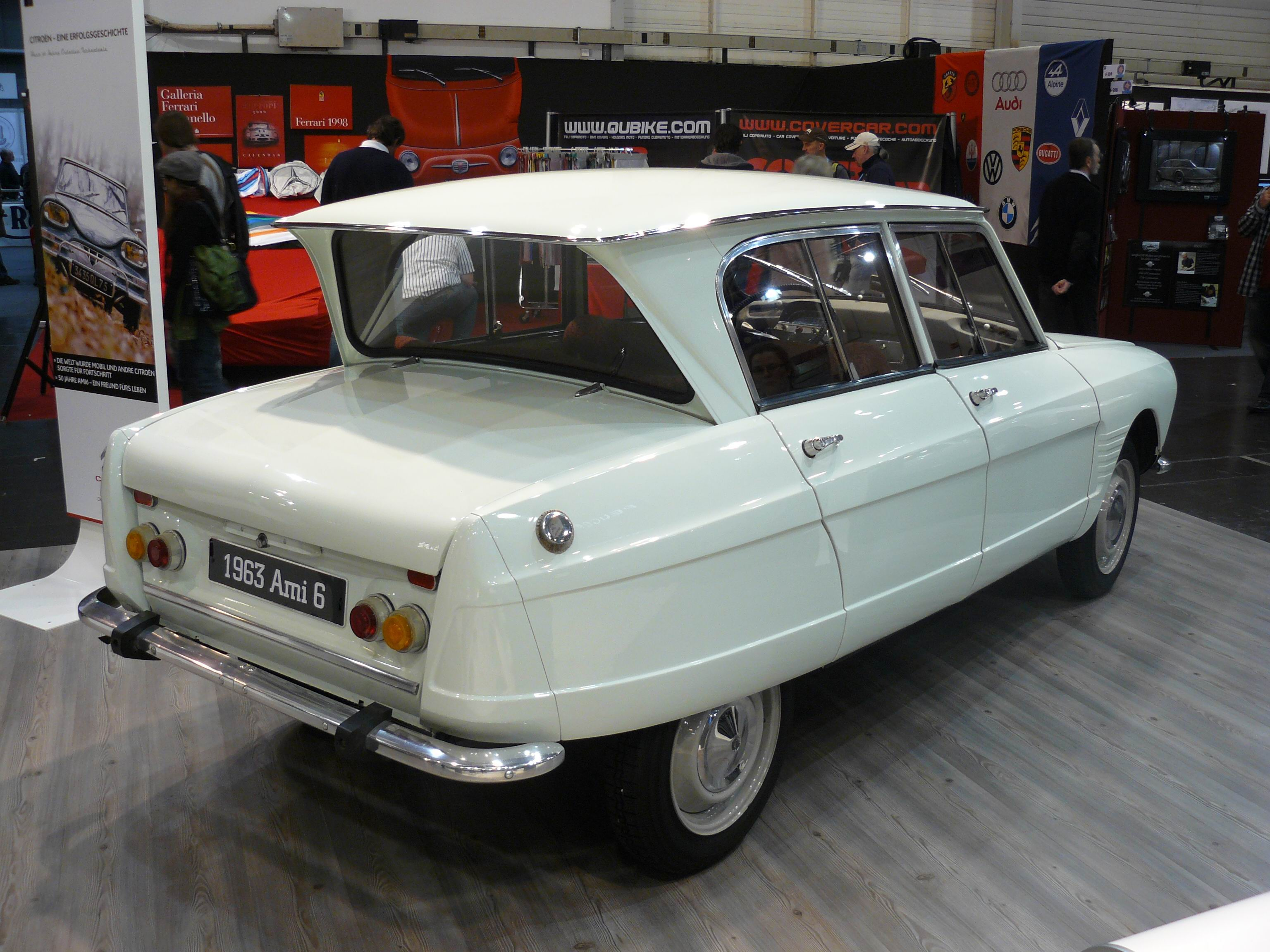
Citroen Ami 6

Flaminio Bertoni (* 10. Januar 1903 in Masnago bei Varese, Italien; † 7. Februar 1964 in Antony bei Paris) war ein italienischer Automobil-Designer, Bildhauer und Architekt. Insbesondere im Automobilbau sind viele Werke von ihm weltbekannt, z. B. die Ente.
Nach seinem Diplom 1918 an der Technischen Hochschule in Varese fing Bertoni beim Karosseriebauer Carrozzeria Macchi an, wo der Bewunderer von Leonardo da Vinci und Michelangelo seine Leidenschaft für das Automobil entdeckte. Sein außergewöhnliches zeichnerisches Talent fiel einer französischen Techniker-Delegation auf, die ihn 1923 nach Paris holte. Nach seiner Rückkehr 1925 wurde er Chefzeichner bei Carrozzeria Macchi und gründete eine eigene Künstlerwerkstatt. Danach ging Bertoni erfolgreich eigene Wege, bis er aufgrund einer Liebesgeschichte wieder in Paris landete.
Am 27. April 1932 wurde Bertoni von André Citroën eingestellt. Er wurde durch das Design der Citroën-Modelle Traction Avant (1934), Citroën 2CV (1936), der legendären Citroën DS (1955) in der Limousinen- und der Cabriolet-Version (1960), des Citroën Ami 6 (1961) sowie des LKW Citroën Belphégor (Vorstellung des Modells: 1964) bekannt. Flaminio Bertoni bezeichnete das ungewöhnliche Design des Ami 6 später als sein Meisterstück.
1956 wurde ein System von ihm in St. Louis, Missouri (USA) angewendet, um 1.000 Einfamilienhäuser innerhalb von 100 Tagen zu errichten. Auf Bitten der UNESCO stellte er im selben Jahr drei seiner Skulpturen bei den Olympischen Spielen in Melbourne aus.
1957 bekam seine DS 19 auf der Triennale in Mailand den Preis für die beste industrielle Kunst. Weitere renommierte Preise für seine bildhauerische Kunst folgten.
Flaminio Bertoni starb am 7. Februar 1964 an einem Gehirnschlag.